# 勒福塞
勒福塞（法語：Le Fossé，法語發音：[lə fose]）是法国滨海塞纳省的一个旧市镇，属于迪耶普区。2016年，勒福塞与市镇福尔日莱索合并为新的福尔日莱索。

## 地理
勒福塞（49°36'31"N, 1°34'20"E）面积10.11 平方千米，位于法国诺曼底大区滨海塞纳省，该省份为法国北部沿海省份，其西部及北部濒大西洋英吉利海峡，东起顺时针与索姆省、瓦兹省、厄尔省和卡爾瓦多斯省接壤。
与勒福塞接壤的市镇（或旧市镇、城区）包括：拉贝利耶尔、圣桑松堡、福尔日莱索、加耶方丹、隆梅尼勒、梅桑格维尔、索蒙拉波特里、塞爾克。

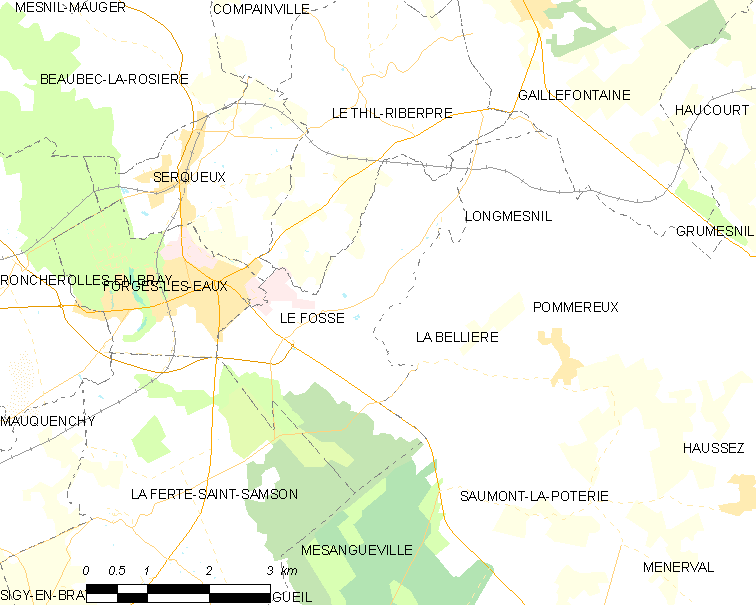
勒福塞的OSM定位图

勒福塞的时区为UTC+01:00、UTC+02:00（夏令时）。

## 行政
勒福塞的邮政编码为76440，INSEE市镇编码为76277。

## 政治
勒福塞所属的省级选区为布赖地区古尔奈县。

## 人口

1962-2008年间勒福塞人口变化图示

勒福塞于2018年1月1日时的人口数量为495人。